# X4
X4 was een Zuid-Afrikaanse meidengroep, opgericht door de Belg Niels William, nadat hij in 2002 naar Zuid-Afrika verhuisde en aldaar een eigen studio oprichtte. Niels William stond aan de wieg van de populaire Vlaamse groep K3, alvorens zij onderdak vonden bij Studio 100.
De groep X4 bestond uit de 4 meisjes Elmarie Vosloo, née Le Roux ("Elle"), Esmeralda Herbert, née Boonzaaier ("Essy"), Lourika Els, née de Villiers ("Lola"), en Phia-Lee Rabie, née Le Roux ("Phia"), evenals de Vlaamse evenknie is de combinatie blond, rood en donker. De liedjes die zij vertolken zijn eerder uitgebracht door K3, maar zijn vertaald in het Afrikaans en het Engels, met titels als Pêrels/Parels, Ouma Jy Is Tops'/Grandma At The Top en Ouens Is Gek/Boys Are Nuts. De eerste single die werd uitgebracht in 2004 luidde Heyah Mama, hetzelfde liedje dat K3 de eerste successen bezorgde en dat later in 2007 ook in het Duits werd uitgebracht door Wir 3.
Maar Niels William moest terug naar België. Iemand anders heeft de groep een poosje geleid, maar dat is niet goed afgelopen. X4 is eind 2005 in stilte ontbonden.

## Discografie

### Albums
| Album met eventuele hitnotering(en) in de Nederlandse Album Top 100 | Datum van verschijnen | Datum van binnenkomst | Hoogste positie | Aantal weken | Opmerkingen |
| ------------------------------------------------------------------- | --------------------- | --------------------- | --------------- | ------------ | ----------- |
| Heyah Mama                                                          | 2004                  | -                     |                 |              | BMG         |